# Lobotos oriolinus
Lobotos oriolinus, còn gọi là chim cu gáy miền Đông (tiếng Anh: Eastern whattled cuckooshire) là một loài chim trong Họ Phường chèo.

## Đặc điểm
Có nhiều điểm tương đồng với chim vàng anh, loài này có phần lưng, cánh và đuôi màu vàng lục, phần dưới màu vàng, đầu và mỏ sẫm màu, và dưới mắt là phần yếm thịt lớn màu cam.
Có sự khác biệt về đặc điểm của con trống và con mái: con rống có màu đen tuyền, trong khi con mái có đầu màu nâu ít tương phản hơn. Con non giống con mái nhưng có vạch ở trên, kiểu dáng đầu ít rõ ràng hơn.
Loài này ít bắt gặp, thường sống đơn lẻ hoặc thành cặp trong tán rừng nguyên sinh và thứ sinh đất thấp, thường gần nơi có nước nước. Di chuyển lén lút qua tán cây, nơi nó tham gia nhóm hỗn hợp các loài; tiếng gọi bầy là một tiếng "tsik" giống như tiếng hét. Khác với chim vàng anh rừng ở chỗ có mỏ sẫm màu (không phải màu đỏ) và có yếm thịt dưới mắt.

## Phân bố
Loài này được tìm thấy tại Cameroon, Cộng hòa Trung Phi, Cộng hòa Congo, Cộng hòa Dân chủ Congo, Gabon, và Nigeria. Môi trường sống tự nhiên của nó là rừng ẩm đất thấp nhiệt đới hoặc cận nhiệt đới.